# Paramecolabus obliquus
Paramecolabus obliquus es una especie de coleóptero de la familia Attelabidae.

## Distribución geográfica
Habita en Sabah y Sarawak en (Malasia).